# 干潟

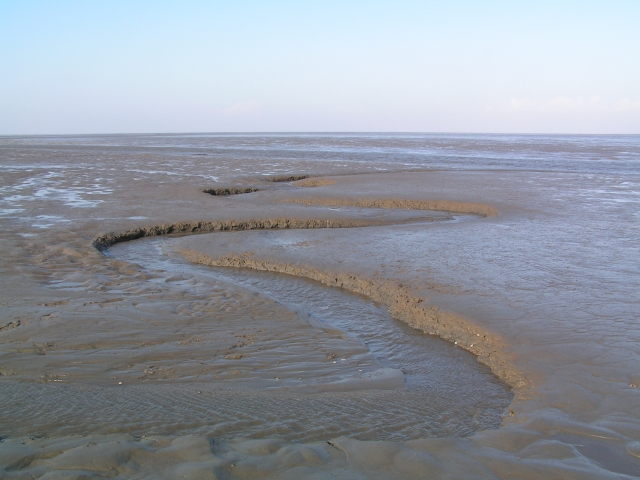
干潟の一例

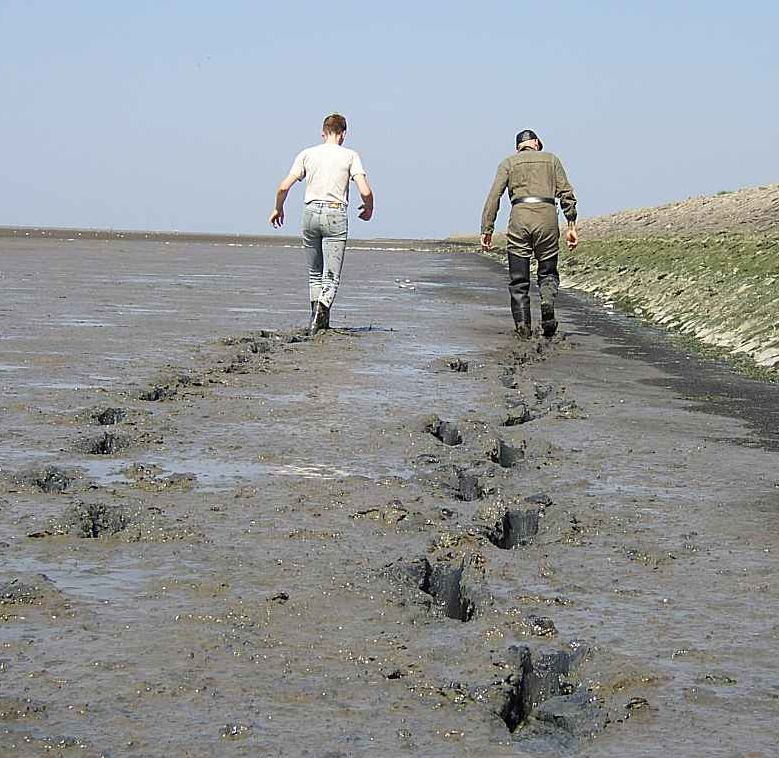
歩行跡

干潟（ひがた、英: mudflat）とは、海岸部に発達する砂や泥により形成された低湿地が、ある程度以上の面積で維持されている、朔望平均満潮面と朔望平均干潮面との潮間帯。潮汐による海水面の上下変動があるので、時間によって陸地と海面下になることを繰り返す地形である。砂浜と比べ、波浪の影響が少なく、勾配が緩やかで、土砂粒径が小さく、生物相が多様な平坦地形である。
日本の環境省では「干出幅100メートル以上、干出面積が1ヘクタール以上、移動しやすい基底（砂，礫，砂泥，泥）」を満たしたものを干潟と定義している。

## 概論
干潟は、細かい砂や泥がある程度の面積で堆積した潮間帯である。一般に河川や沿岸流によって運ばれてきた土砂が、海岸や河口部、ラグーン（潟湖）に堆積することで形成される。運ばれた土砂は水流が激しい場所では流されてしまうため岩礁や砂浜になるが、水流・波が弱い場所では堆積する。したがって、干潟は内湾の奥や大きな河川の河口域によく発達する。日本では九州・有明海周辺に大規模なもの（干出面積2万713ヘクタール、1990年）が見られる。
干潟の大きさは様々であり、河口付近だけにできる小規模なものもあれば、幅数kmに及ぶ大規模なものまである。その大きさは、河川や沿岸流による土砂の供給・運搬能力および堆積する海岸部の地形、潮汐による海水面の変動量に影響される。干潟は、河川・沿岸流による土砂の供給と、波浪・潮流による土砂の侵食との微妙なバランスの上に成り立っている地形であり、そのバランスが崩れた場合は、乾燥した陸地となるか海面と化してしまう。
干潟は農業生産に寄与しない土地・単なるヘドロの海と考えられ、20世紀までに世界各地で干拓や埋め立てが行われてきた。しかし干潟の生物群の多様性、渡り鳥の中継地としての意義、潮汐作用や生物群による水質浄化作用、沿岸のマングローブ林による津波災害の軽減などが知られるようになり、干潟を保護する機運も高まりつつある。日本では1945年に8万ヘクタール存在した干潟が、1990年には5万1443ヘクタールに減るなど、なおも減少が続いているが、保護運動の台頭により日本の主な干潟37箇所のうちラムサール条約登録湿地である谷津干潟や漫湖干潟などは、恒久的に保全されることとなった。

## 干潟の粒径
基底は粒径が、2ミリメートル以上のものを礫、2〜0.2ミリメートルのものを粗砂、0.2〜0.02ミリメートルのものを細砂、0.02〜0.002ミリメートルのものをシルト、0.002ミリメートル未満のものを粘土と呼ぶ。構成している土砂の粒径によって砂質干潟と泥質干潟に分けることが出来る。主に細砂で構成される砂質干潟にはマテガイ・アサリ・シオフキなどが生息し、特に漁業対象種であるアサリについては、漁獲量の減少が問題となっており、アサリの漁獲量復活を狙った干潟再生の試みも見られる。一方、主にシルトで構成される泥質干潟にはアナジャコやゴカイ類など魚や鳥のエサとなる生物がそれぞれ生息している。静穏な河口付近など波の浸食が少ない場所に泥は堆積する。日本で最も大規模な泥干潟が有明海の干潟である。

## 干潟の機能

### 生物相
| チドリ類（メダイチドリ） |  | カニ類（クロベンケイガニ） |  | ハゼ類（トビハゼ）と巻貝 |
| チドリ類（メダイチドリ） |  | カニ類（クロベンケイガニ） |  | ハゼ類（トビハゼ）と巻貝 |

河口部やラグーンに発達することも多いことから、その地域は淡水と海水の交じり合った汽水域になることが珍しくない。また、そこに生きるヨコエビなどの生物は、汽水域に特化し生息域が極めて限定されているものもある。稚魚や幼魚の生育場所としても重要である。それらの生き物を餌としているスズガモ、アジサシ、シギ・チドリ類など鳥類の飛来地ともなっている。
表面には珪藻など微小藻類が多いなど、干潟の泥には微生物が多数生息していて、高い栄養価を持っている。そして、泥をすくって食べるコメツキガニやシオマネキなどのカニ類、泥の中に潜るゴカイ類、その他それらを餌とする動物が多数生息する。野鳥もそれらをねらって集まるものである。

### 植生
砂や泥の海底には、あまり海藻は生育しないので、干潟では微小藻類が主な生産者である。低潮線付近ではコアマモなどの小型の海草による藻場が見られる場合もある。大型の植物は淡水側の陸沿いに出現する。アシやシオクグなど背の高い抽水性植物の群落やハマボウなどがあげられる。より内湾的な環境では、背の低い草本が一面に広がり、塩性湿地とよばれる。シバナや、アッケシソウなどが有名である。
なお、最寒月の平均気温が摂氏16度以上の地域ではマングローブを形成することが多い。

### 水質浄化機能・緩衝機能
干潟には、川の上流から流されてきた有機物や栄養塩が堆積しやすい。川の流れが速いうちは、さほど分解されず流れ下ったものが、河口域の流れのない部分に堆積するからである。堆積することで、汚濁負荷が直接海に流れ出し急激に濃度が上がることを防ぐ、緩衝作用もあり、沖合海域への直接負荷を和らげている。
干潟では有機物を分解する微生物が多く発生するので、とくに泥質干潟では、表面数センチメートル以下の部分は無酸素状態の還元的環境になりやすく、硫化水素などが発生し、ある程度の悪臭がすることもある。そのような泥に住む動物は、酸素不足の環境に耐えられるものに限られる。
無機栄養塩は植物プランクトンや底生藻類に利用され、植物プランクトンや底生藻類は二枚貝・多毛類・腹足類・甲殻類などによって捕食され、そのような底生生物を捕食する魚や鳥などによって、物質は干潟の系外に運び出される。有機物や植物プランクトンの死骸は、バクテリアやデトライタスによって利用され、底生生物に利用され、最終的に鳥類や人間によって系外に運び出される。

### 防災機能
平坦な地形は、沖合からの波を砕波させ、波のエネルギーを逸散させる。低質の地形変化は伴うものの、高潮等の波が陸地に到達する際のエネルギーは減少する。

### 親水機能
干潟には、豊富な底生生物を摂餌するために、鳥類がたくさん訪れる。そのためバードウォッチングの名所となっている場所も少なくない。また、潮干狩りや散策の場としても利用されている。

## 干潟と経済
自然保護区域に指定されていない干潟が経済的に利用される場合、干潮時に歩いて行き来することが可能であるため、貝類の採取などの漁業用地として利用される場合が多い。また海岸干潟の沖合いは水深が浅く干満差が大きいことが多く、海苔の養殖に適しているため主産業となっているところがある。
粒径の小さな泥質干潟はリン酸の含有率が高く、塩分を取り除いて肥料として用いられる場合もある。有明海沿岸の筑紫平野では、大きな干満差により河川中流に泥質干潟が発達しており、塩分濃度が非常に低いため、水路と溜め池の役割を持つ「クリーク」から定期的に泥を引き上げる「ごみくい」と呼ばれる作業によって肥料を得て、水田などの肥料として用いていたが、現在は行われていない。
また大規模な干潟は、より生産性の高い耕地に転用するため干拓を行う場合がある。有明海沿岸では中世以降干拓が進められ、自然陸化を含めて300平方キロメートル以上が陸地となって田畑になっている。20世紀に入って以降は県営・国営で大規模に計画が進められ、国営諫早湾干拓はその最後の事業であった。

## 代表的な干潟

### 世界の主な干潟

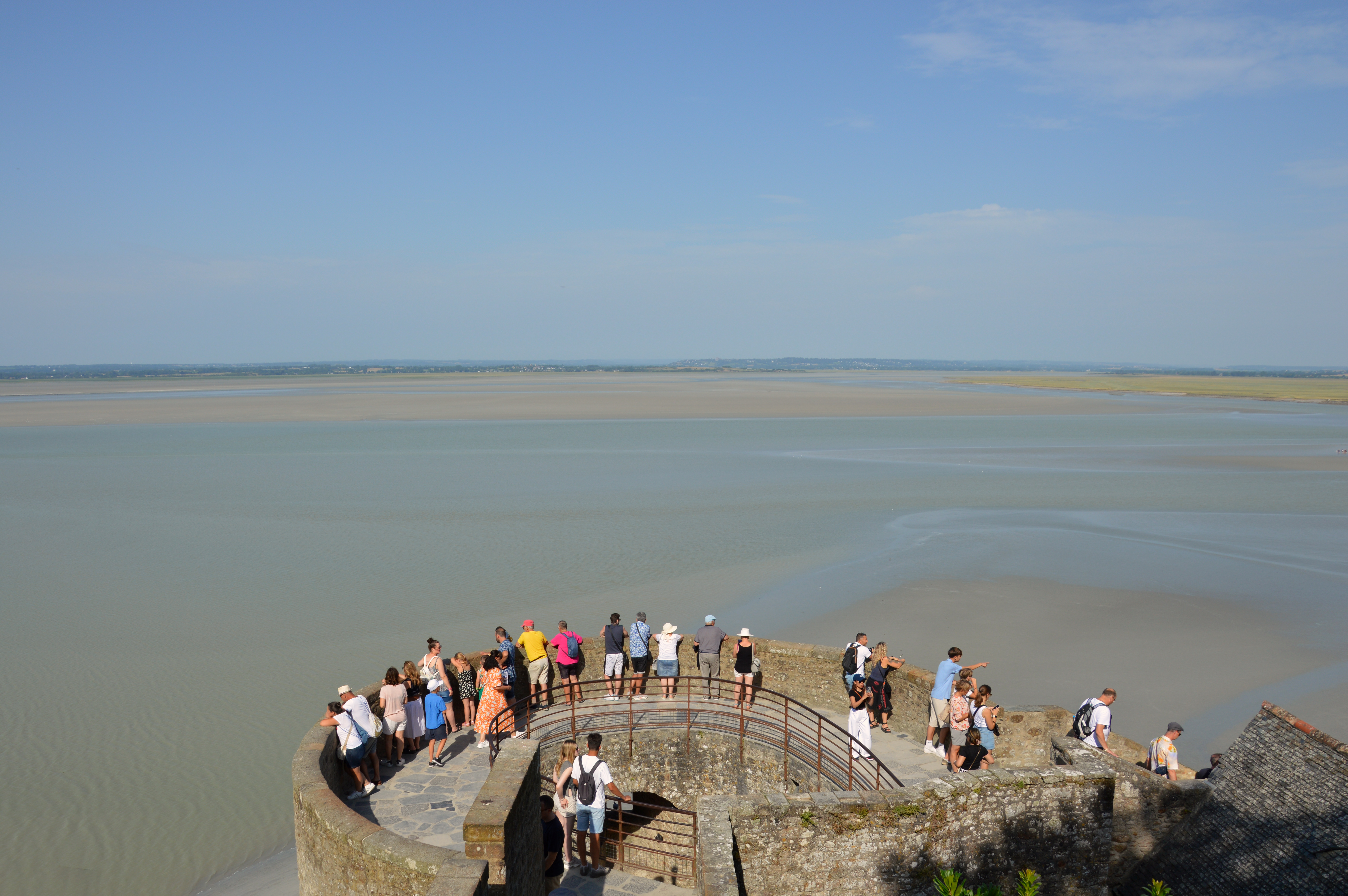
モン・サン＝ミシェルから見たサン・マロ湾の干潟

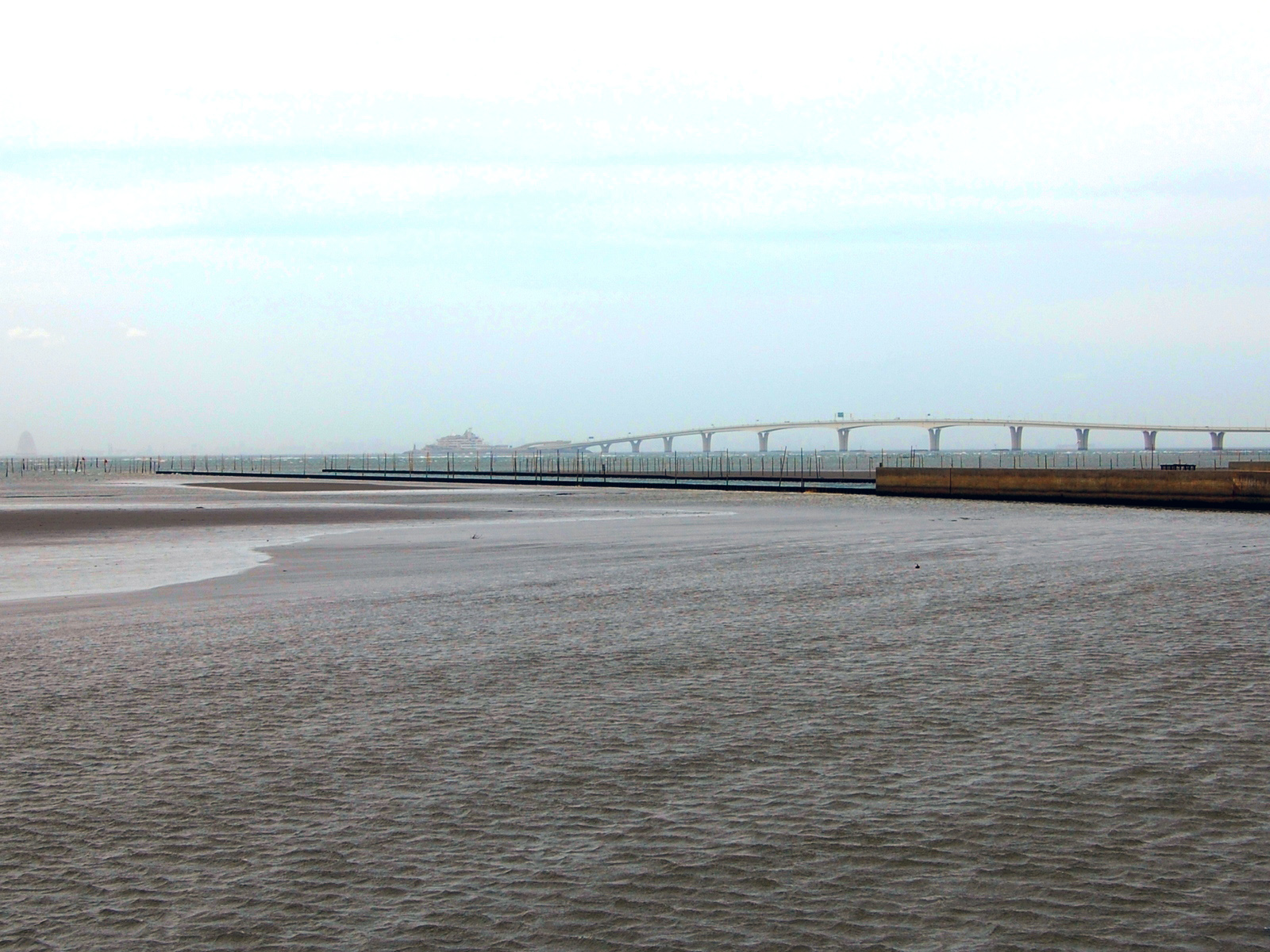
千葉県木更津市金田海岸から見た盤洲干潟（東京湾）

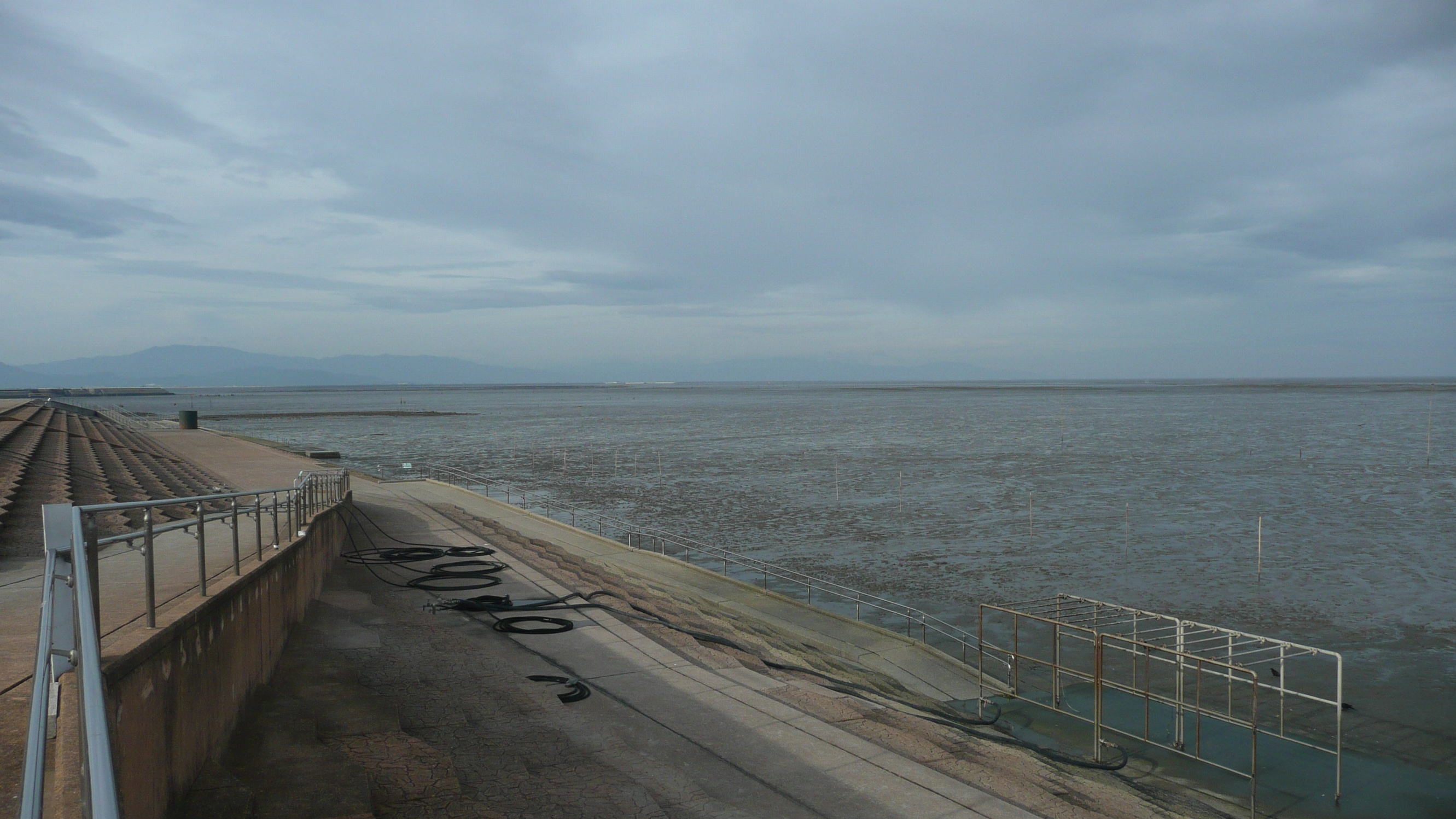
佐賀県鹿島市七浦海岸の干潟（有明海）

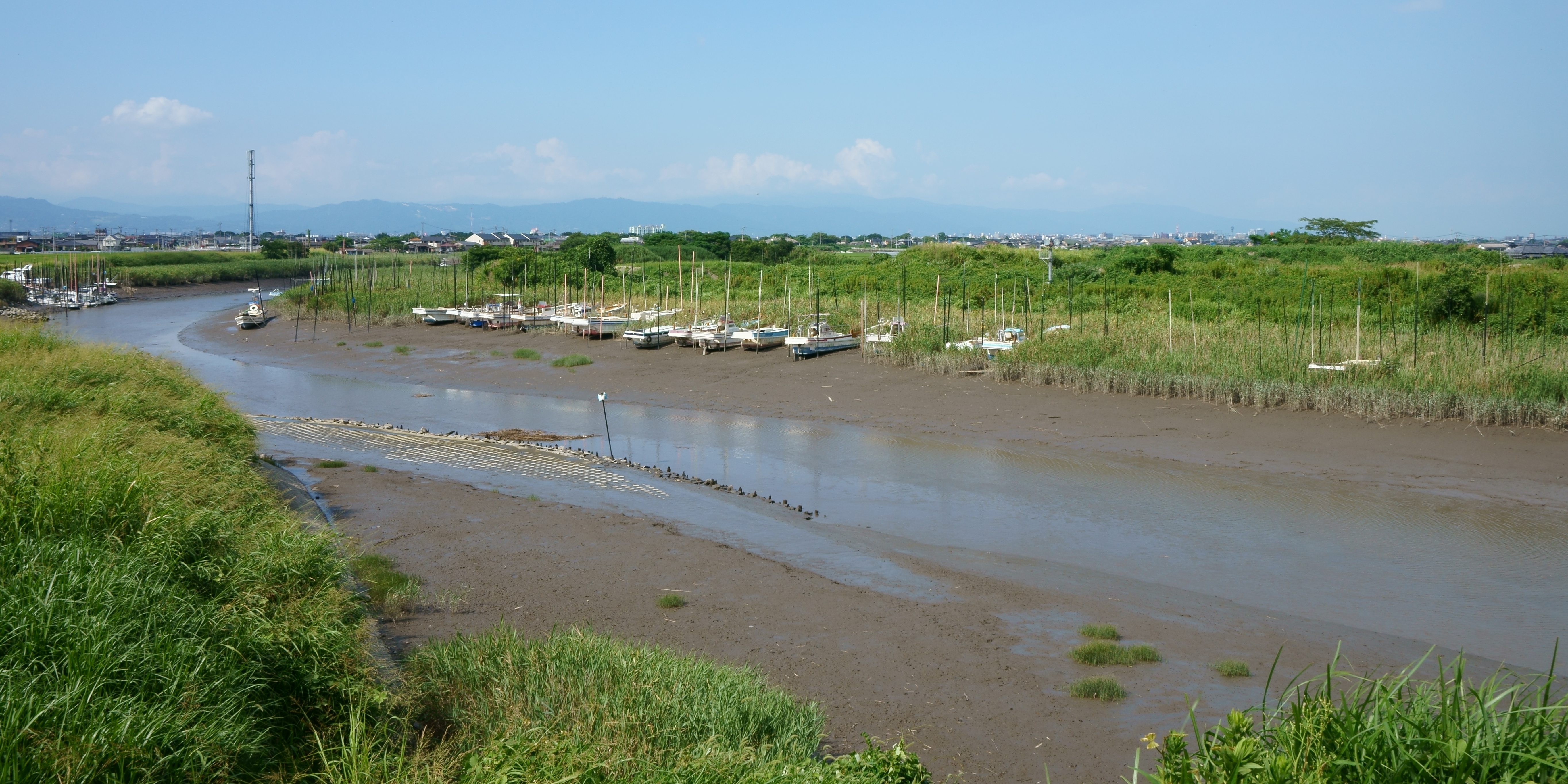
河川干潟と川港（本庄江・佐賀県）

- 舒川干潟、高敞干潟、新安干潟、宝城・順天干潟（韓国、世界遺産）
- セマングム（韓国）
- フランス大西洋岸（フランス）
- ベームスター干拓地（オランダ、世界遺産〕
- テムズ川河口干潟（イギリス）
- ラプラタ川河口（アルゼンチン・ウルグアイ）
- ガンジス川河口（バングラデシュ）
- 腐海（ウクライナ）

### 日本の主な干潟（形状による分類）
前浜干潟: 河口だけでなく沖合いまで広がるもの。
- 盤州干潟（東京湾・千葉県）
- 三番瀬（東京湾・千葉県）
- 藤前干潟（伊勢湾・愛知県）
- 和白干潟（博多湾・福岡県）
- 曽根干潟（周防灘・福岡県）
- 泡瀬干潟（中城湾・沖縄県）
- 富津岬（東京湾）
- 南知多奥田海岸（伊勢湾）
- 有明海沿岸
  - 七浦海岸（有明海・佐賀県鹿島市）
  - 大浦海岸（有明海・佐賀県太良町）
  - 諫早湾（長崎県）
- 中津干潟（大分県・福岡県）

河口干潟: 河口周辺に河川から供給された砂泥によって形成されているもの
- 琵琶瀬川河口（北海道）
- 小櫃川河口干潟／盤洲干潟（東京湾・千葉県）
- 吉野川河口干潟（徳島県）
- 庄内川河口干潟（愛知県）
- 矢部川河口干潟（福岡県、有明海の干潟と接続）
- 筑後川河口干潟（福岡県・佐賀県、有明海の干潟と接続）
- 嘉瀬川河口干潟（佐賀県、有明海の干潟と接続）
- 本明川河口干潟（長崎県、諫早湾）
- 球磨川河口干潟（熊本県）
- 菊池川河口干潟（熊本県）

潟湖干潟: 潟湖にあるもの
- 谷津干潟（千葉県）
- 風蓮湖（北海道）
- 蒲生干潟（宮城県）
- 網張干潟（沖縄県石垣島）

河川干潟: 河川中にあるもの
- 漫湖干潟（沖縄県）
- 佐賀江川、八田江川、本庄江川（佐賀県佐賀市、神埼市）
- 六角川（佐賀県小城市、白石町）

## 干潟再生

### 人工干潟
干潟の価値が再認識されるにつれ、干潟を再生する試みも行われている。人工干潟の造成もそのひとつである。親水公園の施設として造られたり、アサリなどの漁業資源を回復する目的で設けられている。自然回復力のある海域に造られたものでは資源回復が確認されているものもある。
一方で、実際には干潟の自然は非常に微妙な均衡の上になりたっているのであって、それをすべて回復するのはコスト的に見て合理的とは言いがたい状況にある。造成・維持費用の捻出は、国や地方自治体の財政が逼迫しており、確保が厳しい側面がある。また、人工干潟は粒径が荒くシルト分の少ない砂を材料とすることが多い。砂質干潟の場合、安定勾配の推定公式が提案されており、それらを利用した緩やかな勾配を実現するよう工事を行う。現在建設されている人工干潟はほとんどが細砂を利用した砂質前浜干潟および河口干潟であり、泥質干潟の造成事例は少ない。泥質前浜干潟は沖波が小さく、波の静かな内湾で、河川などからの土砂供給が豊富な場所に形成される。航路港湾の浚渫土砂を利用した環境創造も見られる。干潟ではクリーン作戦も行われている。

### その他の干潟再生
埋め立てや港湾開発などにより、干潟と連続して存在するヨシ原などの後背湿地が失われていることも多く、干潟周辺の塩性湿地再生事業も行われている。アマモなど干潟に生息する海草の復元事業なども行われている。

## 干潟の動的安定
自然・人工に関わらず、干潟より土砂が流出し、海面と化しているケースがある。特に人工干潟では大きな問題の1つである。
河川や沿岸流からの土砂の供給がなければ、波浪や潮流により、干潟の土砂が流出していき、土砂供給と流出の動的バランスが崩れ、消滅してしまうこともある。
干潟の動的安定のための措置
kiyoto
- ダム・護岸・堰など、河川からの土砂供給を妨げる工作物に、土砂流下のための施策を講じる
- 潜堤などを整備する
- 土砂を定期的に人為的に補充する（流入河川への置砂など）

## 干潟の環境機能評価
HEP評価対象種の理想環境に基づく指標値と生息面積を乗じて算定。
WET湿地の機能について質問に答えて3段階評価する。
HGM近隣の最良湿地と比較して湿地機能を評価し、それに湿地面積を乗じて算定